# Ніна Стоянович
Ніна Стоянович (серб. Nina Stojanović) — сербська тенісистка.
Перший парний титул WTA Стоянович здобула на Baltic Open 2019, граючи разом із канадійкою Шерон Фічмен.

## Фінали турнірів WTA

### Пари: 4 (1 титул)
| Результат | В–П | Дата     | Турнір                | Категорія   | Поверхня | Партнерка        | Супротивниці                      | Рахунок               |
| --------- | --- | -------- | --------------------- | ----------- | -------- | ---------------- | --------------------------------- | --------------------- |
| Поразка   | 0–1 | Тра 2017 | Morocco Open, Марокко | Міжнародний | Ґрунт    | Марина Заневська | Тімеа Бабош Андреа Главачкова     | 6–2, 3–6, [5–10]      |
| Поразка   | 0–2 | Лип 2017 | Swiss Open, Швейцарія | Міжнародний | Ґрунт    | Вікторія Голубич | Кікі Бертенс Юганна Ларссон       | 6–7(4–7), 6–4, [7–10] |
| Поразка   | 0–3 | Жов 2017 | Tianjin Open, Китай   | Міжнародний | Хард     | Даліла Якупович  | Ірина-Камелія Бегу Сара Еррані    | 4–6, 3–6              |
| Перемога  | 1–3 | Лип 2019 | Baltic Open, Латвія   | Міжнародний | Ґрунт    | Шерон Фічман     | Олена Остапенко Галина Воскобоєва | 2–6, 7–6(7–1), [10–6] |